# Thịnh Minh
Thịnh Minh là một xã thuộc thành phố Hòa Bình, tỉnh Hòa Bình, Việt Nam.

## Địa lý
Xã Thịnh Minh nằm ở phía bắc thành phố Hòa Bình, có vị trí địa lý:
- Phía đông giáp xã Quang Tiến
- Phía tây giáp tỉnh Phú Thọ với ranh giới là sông Đà
- Phía nam giáp xã Hợp Thành
- Phía bắc giáp thành phố Hà Nội.

Xã Thịnh Minh có diện tích 30,38 km², dân số năm 2018 là 6.684 người, mật độ dân số đạt 220 người/km².

## Lịch sử
Địa bàn xã Thịnh Minh hiện nay trước đây vốn là hai xã Hợp Thịnh và Phú Minh thuộc huyện Kỳ Sơn cũ.
Xã Hợp Thịnh và xã Phú Minh được thành lập vào tháng 12 năm 1955 trên cơ sở một phần diện tích và dân số của xã Phú Cường cũ.
Trước khi sáp nhập, xã Phú Minh có diện tích 19,91 km², dân số là 2.555 người, mật độ dân số đạt 128 người/km². Xã Hợp Thịnh có diện tích 10,47 km², dân số là 4.129 người, mật độ dân số đạt 394 người/km².
Ngày 17 tháng 12 năm 2019, Ủy ban Thường vụ Quốc hội ban hành Nghị quyết số 830/NQ-UBTVQH14 về việc sắp xếp các đơn vị hành chính cấp huyện, cấp xã thuộc tỉnh Hòa Bình (nghị quyết có hiệu lực từ ngày 1 tháng 1 năm 2020). Theo đó:
- Sáp nhập toàn bộ diện tích và dân số của huyện Kỳ Sơn vào thành phố Hòa Bình
- Sáp nhập toàn bộ diện tích và dân số của xã Hợp Thịnh và xã Phú Minh thành xã Thịnh Minh.